# ¡Únete al escuadrón 69!
¡Únete al escuadrón 69! (estilizado como ¡¡¡Únete al escuadrón 69!!! y conocido también solo como ¡¡¡Únete al escuadrón!!!) es un álbum en vivo de la banda española de heavy metal Lujuria y fue publicado en 2005 por Vía Láctea Producciones.
Esta producción discográfica se compone de dos discos compactos y fue grabado durante un concierto efectuado el 1 de abril de 2005 en la sala Aqualung, Madrid, España.  En esta presentación, Fernando Manso fue quién ejecutó la batería en lugar de César Frutos. Este álbum contiene un tema extra llamado «Mi voz está en este disco».
A finales del mismo año, !Únete al escuadrón 69! fue relanzado pero en formato DVD bajo el nombre de 01-IV-2005, el cual es conocido también como Por el puto rock 'n' roll. Este DVD incluye entrevistas, detrás de cámaras y tomas exclusivas de este concierto.

## Lista de canciones
Todas las canciones fueron escritas por Lujuria, excepto donde se indique lo contrario.

### Disco uno
| Side one |                                        |              |          |  |
| N.º      | Título                                 | Escritor(es) | Duración |  |
| 1.       | «Escuadrón 69»                         |              | 5:26     |  |
| 2.       | «Mozart y Salieri»                     |              | 5:58     |  |
| 3.       | «Dejad que los niños se acerquen a mi» |              | 4:39     |  |
| 4.       | «Jekill & Mrs. Hyde»                   |              | 4:35     |  |
| 5.       | «La favorita del rey»                  |              | 5:40     |  |
| 6.       | «Sin parar de pecar / No hay manera»   |              | 5:17     |  |
| 7.       | «María Martillo»                       |              | 5:08     |  |
| 8.       | «Cinturón de castidad»                 |              | 7:08     |  |
| 9.       | «Hijos de la furia»                    |              | 5:27     |  |
| 10.      | «Espinas en el corazón»                |              | 5:23     |  |
| 11.      | «La rebelión de Lilith»                |              | 3:11     |  |
| 12.      | «Levántate y anda»                     |              | 4:51     |  |

### Disco dos
| Side one |                                             |                                          |          |  |
| N.º      | Título                                      | Escritor(es)                             | Duración |  |
| 1.       | «El poder del deseo»                        |                                          | 6:06     |  |
| 2.       | «Cadena perpetua lejos de ti»               |                                          | 5:44     |  |
| 3.       | «Traidor»                                   | Silverio Solórzano / José Manuel Navarro | 5:05     |  |
| 4.       | «Estrellas del porno»                       |                                          | 5:39     |  |
| 5.       | «Corazón de heavy metal»                    |                                          | 5:54     |  |
| 6.       | «Joda a quien joda»                         |                                          | 3:51     |  |
| 7.       | «Merece la pena»                            |                                          | 5:20     |  |
| 8.       | «Larga vida al rock 'n' roll»               | Armando de Castro / Carlos de Castro     | 1:55     |  |
| 9.       | «Vamos muy bien»                            | Fructuoso Sánchez                        | 3:45     |  |
| 10.      | «Mi voz está en este disco» (canción extra) |                                          | 5:47     |  |

## Créditos
- Óscar Sancho — voz
- Julio Herranz — guitarra líder
- Jesús Sanz — guitarra rítmica
- Javier Gallardo — bajo
- Fernando Manso — batería
- Nuria de la Cruz — teclados